# Cratere Nut
Nut è un cratere sulla superficie di Ganimede.